# Países Africanos de Língua Oficial Portuguesa

Państwa należące do grupy

Países Africanos de Língua Oficial Portuguesa (PALOP, pol. Kraje Afrykańskie Urzędowego Języka Portugalskiego) - grupa krajów afrykańskich, w których językiem urzędowym jest portugalski.
Termin powstał w 1996 roku. Określa się nim sześć krajów. Pięć z nich to byłe portugalskie kolonie, które uzyskały niepodległość po wydarzeniach rewolucji goździków. Szóstym jest Gwinea Równikowa (była kolonia hiszpańska), w której portugalski jest jednym z używanych języków. Kraje te współpracują w ramach Wspólnoty Państw Portugalskojęzycznych, założonej w rzeczonym 1996.

## Członkowie
- Angola
- Gwinea Bissau
- Gwinea Równikowa
- Mozambik
- Wyspy Świętego Tomasza i Książęca
- Wyspy Zielonego Przylądka